# Distretti degli Stati Federati di Micronesia
Elenco dei distretti degli Stati Federati di Micronesia:

## Suddivisione di Chuuk
- Nomoneas Settentrionali
- Nomoneas Meridionali
- Faichuk
- Oksoritod
- Mortlocks

## Suddivisione di Pohnpei
- Isole esterne di Pohnpei
- Pohnpei

## Suddivisione di Yap
- Isola Yap
- Isole esterne di Yap